# Einbettung (Linguistik)
Einbettung (englisch embedding) bedeutet in der Sprachwissenschaft (Linguistik) den Einschub einer untergeordneten sprachlichen Einheit in eine übergeordnete, höherrangige. Der Begriff kommt aus der generativen Transformationsgrammatik, wo er für den Teil des Regelsystems steht, der dafür sorgt, dass eine Satzstruktur in eine andere eingeschoben, also eingebettet wird. So entstehen abhängige syntaktische Strukturen, die in höherrangige eingefügt sind. Die entsprechenden Operationen werden demgemäß Einbettungstransformation genannt.

## Beispiel für eine Einbettung
Zugrunde liegt das Regelsystem der frühen generativen Transformationsgrammatik. Stark vereinfacht kann man ihre Funktionsweise so beschreiben: In ihrem Regelsystem werden einfache Satzstrukturen erzeugt („generiert“); das sind Satzstrukturen, die sehr einfachen Sätzen entsprechen, allerdings in einer abstrakten Form. So könnte eine solche Satzstruktur dem Satz „Peter ist krank“ entsprechen, eine andere dem Satz „Peter fehlt heute in der Schule“. Nun kann man die Struktur des ersten dieser beiden Sätze in die des zweiten einbetten, so dass ein Satz wie „Peter fehlt heute in der Schule, weil er krank ist“ entsteht. Hier wäre also ein Satz in einen anderen Satz eingebettet, wobei der erste zum abhängigen Satz geworden ist. Einbettung bedeutet nun die Beziehung, die zwischen dem abhängigen und dem übergeordneten Teilsatz (= Trägersatz) des Gesamtsatzes besteht. 
Der Begriff Einbettung kann außerdem auch für den Fall verwendet werden, dass ein Satzglied oder ein Teil eines Satzgliedes einem anderen untergeordnet wird.